# Cambridge Bay
Pour les articles homonymes, voir Cambridge Bay (homonymie).
Cambridge Bay (en inuinnaqtun : Iqaluktuuttiaq ; en inuktitut : ᐃᖃᓗᒃᑑᑦᑎᐊᖅ, litt. « lieu de bonne pêche ») est une communauté dans le territoire du Nunavut au Canada. Elle est située par 69°07' Nord et 105°02' Ouest.
Cambridge Bay est le centre administratif de la région de Kitikmeot. L'aéroport est une escale de la ligne aérienne régulière du Nord canadien, à mi-chemin entre Yellowknife et Resolute Bay. La station délivre du carburant pour les navires qui empruntent le passage sud de l'île Victoria, entre le golfe du Couronnement et celui de la Reine-Maud, soit le passage du Nord-ouest.
En 2016, la population est de 1 766 habitants.

## Personnalités liées à la communauté
- Tanya Tagaq Gillis, chanteuse et artiste née à Cambridge Bay en 1975.

## Annexe